# Ferdinand Kovačević
Fedinand Kovačević (Gospić, 25. travnja 1838. – Zagreb, 27. svibnja 1913.), inženjer, izumitelj, stručni pisac, pionir hrvatske telegrafije. 
Potomak je kneza vinjeračkog Dujma Kovačevića, koji je s rodonačelnikom uglednog plemićkog roda Rukavina Vidovgradskih Jerkom Rukavinom poveo 1683. u seobu Bunjevce u Bag (Karlobag), a 1686. u Liku. Dujam Kovačević smjestio se u Smiljan, a Ferdinand Kovačević potječe od te obitelji.

## Životopis
Rođen je 25. travnja 1838. u Gospiću. Njegov roditelji bili su Marija rođ. Pavičić i Matija koji je bio poručnik u regimenti u Otočcu. Do 1858. školovao se u Gospiću. Godine 1859. poslan je na jednogodišnje školovanje na Vojnu akademiju u Bečkom Novom Mjestu. U lipnju iste godine sudjeluje u ratu Austrije protiv Pijemonta. Dekretom od 1. lipnja 1860. imenovan je topničkim potporučnikom I. klase. Kao poručnik u topništvu služi do 1866. kada je dodijeljen Telegrafskoj upravi u Josefstadtu (Josefovu),  Češka. Iste se godine, 31. srpnja oženio Čehinjom Theresom Arnost s kojom će imati sina Ferdu (slikar) i kćer Tereziju, a koja će umrijeti 1876. Drugi put se ženi 13. kolovoza 1878. Doricom pl. Kosovac s kojom će imati kćer Dragu (Dragicu) (kasnije udanu Häusler, pijanistica). Godine 1869. imenovan je podgrađovođom brzojava u Telegrafskom inspektoratu za Hrvatsku i Slavoniju u Zagrebu čiji će voditelj postati 1870. Godine 1872. postaje tajnika Direkcije telegrafa za Hrvatsku i Slavoniju u Zagrebu. Iste je godine časno otpušten iz vojske. Nakon umirovljenja 1887., prihvatio se dužnosti tajnika, a kasnije i ravnatelja „Prve činovničke zadruge“ u Zagrebu.  Godine 1886. postaje vanjski član Elektrotehničkoga društva u Beču. Umire 27. svibnja 1913. u Zagrebu. Pokopan je u mirogojskim Arkadama u kojima stoji spomen-ploča s natpisom: Ferdinand Kovačević, kr. brzojavni tajnik u m., ravnatelj I. hrv. činovničke zadruge, 1838.–1913.

## Pionir hrvatske telegrafije i začetnik hrvatske elektrotehnike
Izumio je niz poboljšanja električnog telegrafa pa je 1872. u cijelu Austro-Ugarsku Monarhiju uveden Kovačevićev poboljšani telegrafski aparat. Godine 1874. izumio je dupleksnu i kvadripleksnu telegrafiju koja je omogućavala slanje više poruka (dviju ili četiriju) odjednom preko jedne žice (više nije bilo potrebno nekoliko žica da se prenese više poruka u isto vrijeme) unaprijedivši tako Morseov izum električnog sustava za prijenos poruka. Taj je izum patentirao u bečkom patentnom uredu 12. veljače 1876.  pod brojem 4353. Sličnu patentnu ispravu pod brojem 2035/875, s istim datumom, izdalo je i mađarsko ministarstvo u Budimpešti. O tome su izvijestile Narodne novine  br. 41 od veljače 1876.: „Izum o brzojavstvu. Tajnik kr. poštah ravnateljstva u Zagrebu, gospodin Ferdo Kovačević, izumio je način, kako da se na jednoj te istoj žici u jedan te isti čas mogu sa dva razna mjesta otpravljati brzojavke, i to tako da se za to može jedna te ista žica upotriebiti, dočim su za to do sada trebale četiri žice. Gospodin Kovačević dobio je za ovaj svoj izum povlasticu.“

## Djela
Svoje je znanstvene radove (7 članaka) objavljivao u austrijskim, njemačkim i švicarskim časopisima: Journal télégraphique, Bern, 1878., Revue télégraphique, Bern, 1878., Technische Blätter, Prag, 1878., Zeitschrift für elektrotechnik, Beč 1888. – 1889.  Njegov najopsežniji članak koji je izlazio u tri nastavka 1889. u bečkom časopisu Zeitschrift für Elektrotechnik – Compensation nach der Wheatstonische Brücke bei Anwendung zweier Batterien (Kompenzacija pomoću Wheatstoneova most primjenom dvaju baterija) – predstavlja pionirski rad kod nas na području telegrafije i mjerne tehnike.
Za života je objavio tri knjige na njemačkom jeziku i jednu na hrvatskom:
- Betriebsstörungen oberirdischer Telegraphen-Leitungen, deren Aufsuchung und Behebung (Pogonske smetnje nadzemnih telegrafskih vodova, njihovo traženje i uklanjanje) – praktični teorijski priručnik za činovnike telegrafa. Tiskana je u Zagrebu 1875. u izdanju pisca na 262 stranice s 242 slike. To je prvo stručno-teorijsko djelo iz elektrotehnike tiskano u našoj zemlji.

- Godine 1881. u izdanju izdavača H. Dominicusa u Pragu objavio je zbirku zadataka iz elektrotehnike: Sammlung von Aufgaben aus der galvanischen Elektrizitätslehre mit besonderer Rücksicht für Telegraphenbeamte – 137 stranica s 370 zadataka. Šest poglavlja: I. Otpor i vodljivost; II. Zakoni Ohma i Kirchhoffa; III. Određivanje jakosti struje i otpora galvanskih elemanata i vodiča pomoću tangente i sinusne busole; IV: Elektromagnetizam; V. Odreživanje jakosti struje pomoću elsktrolize: VI: Ekstra struje.[3]

- Godine 1889. u Zagrebu je tiskana knjiga: Das halbpolarisierte oder Universal-Relais, dessen Theorie und Anwendung zur Duplex und Quadruplex-Correspondenz (Polupolarizirani ili univerzalni relej, njegova teorija i primjena za dupleksne i kvadripleksne veze). Ima 245 stranice s 38 slika. Podjeljena je u osam poglavlja: I. Elektromagnetski princip nesimetrično polariziranog releja; II. Elektromagnetski princip simetrično polariziranog releja; III. Spojevi za dipleks; IV. Spojevi za dupleks; V. Spojevi za kvadrupleks; Vi. Primjena Wheatstoneova mosta za postizanje ravnoteže u primjeni bifilarne metode; VII: Određivanje unutarnjeg otpora baterije; VIII. Dodatak. Svojstva nesimetrično i simetrično polariziranog releja u spoju za dupleks primjenom bifilarne metode. U onodobnim recenzijama knjiga je ocijenjena kao važan doprinos u razvoju telegrafije.[4]

- Njegova knjiga Elektromagnetični brzojav – osobitim obzirom na poštansko-brzojavne otpravnike, tiskana 1892. u Zagrebu – smatra se prvom stručnom knjigom iz elektrotehnike na hrvatskom jeziku. Posvećena je „Presvijetlom i visokorođenom gospodinu barunu Ljudevitu Ožegoviću, Balabuševačkomu i Belskom, C. i Kr. komorniku itd.“ Ima 76 stranica teksta podijeljenog u osam poglavlja: I. Magnetizam; II. Munjina. A. Munjina trenjem razvijena, B. Galvanska munjina; III. Žicovodi; IV: Aparati. A. Glavni aparati, B. Pomoćni aparati; V. Spajanje aparata, A. Radeća struje, B. Trajna struja; VI: Poremećenja, A. Istraživanja ureda s radećom strujom, B. Istraživanja ureda s trajnom strujom.[5]

## Vanjske poveznice
- Kovačević, Ferdinand Hrvatska enciklopedija. LZMK
- LZMK / Hrvatski biografski leksikon: Kovačević, Ferdinand
- Tehnički muzej Zagreb: Ferdinand Kovačević  Arhivirana inačica izvorne stranice od 18. svibnja 2015. (Wayback Machine)